# Die Arche – Christliches Kinder- und Jugendwerk
Der Verein Die Arche – Christliches Kinder- und Jugendwerk e. V. ist ein von Pastor Bernd Siggelkow 1995 in Berlin-Hellersdorf gegründetes evangelisches Hilfswerk, das sich gegen Kinderarmut in Deutschland engagiert. Die Arche betreibt Freizeiteinrichtungen und Schulbetreuung für sozial benachteiligte Kinder in verschiedenen deutschen Städten. Mit dem Ziel, Kinder starkzumachen, gestaltet die Arche Freizeitangebote und Feriencamps, Hausaufgabenbetreuung und Lernförderung. Auf diese Weise werden Kindern sinnvolle Freizeitmöglichkeiten geboten, die sonst wenig soziale und kulturelle Teilhabe erleben. Die Arche gewährt Kindern und Familien materielle Hilfen in Form von kostenlosen Mahlzeiten und Kleiderkammern. Im Rahmen ihrer Schulkooperationen ermöglicht der Verein Kindern, die morgens ohne Frühstück in die Schule kommen, kostenlose Frühstücksversorgung. Daneben leistet die Arche aktiv Elternarbeit, um Familien in belastetem Lebensumfeld in ihrer Alltagsbewältigung zu unterstützen. Die Arbeit der Arche ist niederschwellig angelegt. Angebote in seinen Freizeiteinrichtungen ergänzt der Verein durch aufsuchende Jugendarbeit im Stadtteil und mobile Familienhilfe.

## Entstehungsgeschichte
Bernd Siggelkow wuchs ohne Mutter in Hamburg-St. Pauli auf und kam über die Hamburger Heilsarmee als 16-Jähriger zum christlichen Glauben. Nach einer kaufmännischen Ausbildung studierte er Theologie an einem Theologischen Seminar der Heilsarmee. Nach seiner Ordination arbeitete er zunächst in Lörrach als Pastor. 1990 wechselte er nach Berlin, um in Berlin-Wedding in einer Ev. Landeskirchlichen Gemeinschaft zu arbeiten. 1995 begann er die Arbeit in Berlin-Hellersdorf. Unter anderem war Siggelkow dort immer wieder mit sozialen Nöten vieler Kinder konfrontiert, als er Kinder mit einem Team zu wöchentlichen Kinderstunden einlud. Durch vielfältige sozial-diakonische Dienste und Lobbyarbeit gegen Kinderarmut, über die häufig auch in der überregionalen Presse und im Fernsehen berichtet wird, hat sich die Arche innerhalb weniger Jahre bundesweit einen Namen gemacht. Siggelkow ist CDU-Mitglied und Vater von sechs Kindern.

## Religiöse Ausrichtung
Die Arche gehört zu den mit der evangelikalen Deutschen Evangelischen Allianz (DEA) verbundenen Werken und ist Mitglied im Diakonischen Werk Berlin-Brandenburg-schlesische Oberlausitz.

## Einrichtungen

### Überblick
Die Arche betreibt Kinder- und Jugendfreizeiteinrichtungen sowie Schulbetreuung und hat im Jahr 2006 die Gründung einer christlichen Privatschule in Berlin-Hellersdorf mit initiiert. Im April 2009 wurde die erste Arche in der Schweiz eröffnet. Seit 2014 gibt es auch eine Arche in der polnischen Hauptstadt Warschau. Ein weiteres Projekt ist die Arche Kinder-Ranch im brandenburgischen Gransee – ein pädagogischer Erlebnisort, der (Stadt-)Kindern ursprüngliche Naturerfahrungen und Umgang mit Tieren ermöglicht. Im März 2018 erfolgte die Eröffnung eines Standortes in Dresden, 2023 ein weiterer in Stuttgart.

### Freizeiteinrichtungen
Die erste von insgesamt fünf Kinder- und Jugendfreizeiteinrichtungen in Berlin wurde 1995 in Berlin-Hellersdorf eröffnet. Weitere Standorte in Deutschland sind Hamburg, München, Potsdam, Göttingen, Köln, Meißen, Frankfurt, Leipzig und Düsseldorf sowie in Polen in Warschau und in der Schweiz in Ebnat-Kappel und Kreuzlingen.

### Schulbetreuung
Neben dem Betrieb von Freizeiteinrichtungen leistet die Arche in Berlin, Hamburg und Frankfurt a. M. (2×) an insgesamt vier Standorten Schulbetreuung.

### Privatschule
Im August 2006 eröffnete der Freie Evangelische Schulen Berlin e. V. in Berlin-Hellersdorf eine Grundschule in Kooperation mit der Arche. Dort begann das erste Schuljahr mit 14 Kindern, im zweiten Jahr wurden bereits 22 Kinder eingeschult. Bis zum November 2009 erhöhte sich die Schülerzahl auf 82.
Der Trägerverein beschäftigt zusätzlich zu den Lehrern auch Erzieher. Nach Unterrichtsende erfolgt eine Hortbetreuung.
Es wird in Abhängigkeit vom Einkommen der Eltern ein gestaffeltes Schulgeld erhoben. In Härtefällen übernimmt ein Sozialfonds aus Spendengeldern diese Kosten. Die Schule finanziert sich durch Finanzmittel des Berliner Senats in Form eines Teilkostenzuschusses, außerdem durch Schulgeld und Spenden.
Inzwischen besuchen 180 Kinder der Klassenstufen 1 bis 6 die Arche-Grundschule am neuen Standort in der Lichtenhainer Straße 2.
Der Schulträger heißt seit 2014 Christburg Campus Berlin e. V., die Schule trägt seither den Namen Sabine-Ball-Grundschule nach der sozial engagierten Evengelisitin Sabine Ball.

## Finanzierung und Förderer
Die Finanzierung erfolgt beinahe vollständig über Spenden. Neben Privatpersonen fördern auch Unternehmen das Projekt. Die Aktion Buddy Bär unterstützt Die Arche seit 2003 regelmäßig. Der TV-Moderator Günther Jauch trägt die laufenden Kosten der Arche in Potsdam, die auf seine Initiative hin gegründet wurde. Falko Götz, ehemals Trainer der Fußball-Bundesliga-Mannschaft Hertha BSC, wurde 2006 erster Arche-Botschafter; es besteht eine Zusammenarbeit mit Hertha BSC. Weitere Arche-Botschafter sind Fußballnationalspieler Lukas Podolski, die Fernsehmoderatorin Bettina Cramer, der Musikproduzent Dieter Falk, die Schauspielerin Susan Sideropoulos, der TV-Komiker Mario Barth sowie der Schauspieler Erdoğan Atalay. Nina Hagen ist Botschafterin für die Arche-Grundschule. Wolfgang Thierse übernahm die Schirmherrschaft für die Eröffnung der Schule.

## Transparenz
In einer im November 2014 von Phineo im Auftrag von Spiegel Online veröffentlichten Studie über die Wirkungstransparenz von 50 Spendenorganisationen erhielt die Arche nur 0,8 der 5 möglichen Punkte und somit das schlechteste Gesamtergebnis.
Seit 2015 ist die Arche Teil der Initiative Transparente Zivilgesellschaft. Im Rahmen dieser freiwilligen Selbstverpflichtung stellt sie seither wichtige Basisinformationen zu Strukturen und Finanzen auf ihrer Homepage öffentlich zur Verfügung.

## Auszeichnungen
Die Arche bzw. der Gründer haben verschiedene Auszeichnungen erhalten:
- HanseMerkur-Anerkennungspreis für Kinderschutz 2002.[15]
- Carl-von-Ossietzky-Medaille der Internationalen Liga für Menschenrechte 2005.
- Siggelkow wurde mit der mit 5.000 € dotierten TafelSpitze 2005 ausgezeichnet. Die Tafelspitze wird vom Treffpunkt Tisch, einem Dachverband der Branchen Glas, Porzellan, Keramik und Besteck, an „herausragende Gastgeber“ verliehen.
- Darüber hinaus erhielt Siggelkow im Jahr 2005 den Verdienstorden des Landes Berlin überreicht durch den Regierenden Bürgermeister Klaus Wowereit. Des Weiteren erhielt er 2008 den Preis Berliner Bär.
- Bernd Siggelkow erhielt am 22. April 2008 das Bundesverdienstkreuz (Verdienstorden am Bande der Bundesrepublik Deutschland) für seine Arbeit mit sozial benachteiligten Kindern und deren Familien.
- 2008 erhielt Siggelkow für die Gründung und Arbeit in der Arche von Kinderlachen den Kind-Award 2008 in der Kategorie National.
- Ebenfalls im Jahre 2008 wurde Arche der Hamburger Bürgerpreis der CDU Hamburg verliehen.
- Siggelkow war einer der Botschafter des Europäischen Jahres zur Bekämpfung von Armut und sozialer Ausgrenzung 2010.[16]

## Kritik
Die PDS-Politikerin Petra Pau äußerte sich auf ihrer Website grundsätzlich positiv über die Arche, stimmte jedoch mit ihrer Partei der (später zurückgenommenen) Halbierung der städtischen Zuschüsse im Jahr 2005 zunächst zu und wies auf einige strittige Aspekte der PR-Arbeit früherer Jahre hin. Siggelkow habe ihrer Meinung nach Hellersdorf über seine ärmsten Kinder „vermarktet“. Sie distanzierte sich allerdings deutlich („abseitig“, „skandalös“) von im Jahr 2005 geäußerten Vorwurf ihres damaligen Genossen Martin Uther, die Arche „missioniere die Kinder über den Magen“ und Siggelkow komme den Kindern körperlich zu nahe, was zu Parteiausschlussforderungen und einer Verleumdungsklage gegen diesen geführt hatte.
In Hamburg kritisierten einige Sozialhilfeeinrichtungen und Stadtteilgruppen eine Plakat-Kampagne der Arche und bemängelten das pädagogische Konzept der Arche. Durch eine „aggressive Medienpolitik“ der Arche würden Quartiere, in denen sie tätig sei, in die negative Berichterstattung der gesamten Bundesrepublik gezogen, was die vorliegenden Probleme durch die so ausgelöste Stigmatisierung eher verstärke denn mindere und somit deren Bekämpfung erschwere.
In Köln wurde eine vermeintlich bevorzugte Behandlung seitens der Stadtverwaltung im Vergleich zu bestehenden sozialen Einrichtungen kritisiert.

## Soundtrack
Zu den fünf Büchern der Arche erschien 2008 mit Deutschlands vergessene Kinder der offizielle Rap-Soundtrack, mit exklusiven Songs von u. a. D-Flame, Kool Savas, Culcha Candela, Curse mit Max Herre, Colos, Joe Rilla, Frauenarzt, Jonesmann, Morlockk Dilemma, F.R., Taichi, Alpa Gun, Franky Kubrick und viele andere.
Im November 2012 erschien das Album Giraffenaffen zugunsten der Arche, auf dem unter anderem Mono & Nikitaman, Lena Meyer-Landrut, Roger Cicero, Max Mutzke, Thomas D & Roman Lob, The BossHoss, Culcha Candela, Annett Louisan, Ulla Meinecke, Flo Mega und Götz Alsmann Kinderlieder neu aufgenommen haben.
Im Oktober 2013 erschien das Album Giraffenaffen 2, auf dem unter anderem Cassandra Steen, Heinz Rudolf Kunze, Johannes Oerding, Max Raabe, Andreas Bourani und Wolfgang Haffner zu hören sind. Ein Teil der Erlöse geht an die Arche.